# Navarrería
La Ciudad de la Navarrería, a menudo simplificado como La Navarrería (en euskera, Nabarreria, más modernamente, a veces Nafarreria), es uno de los tres núcleos urbanos integrados en el Casco Histórico de Pamplona, situado sobre el asentamiento original de la civitas romana y sede episcopal, en la ladera occidental del cerro en que se construyó la catedral. Mantuvo el título de ciudad frente al Burgo de San Cernin y la Población de San Nicolás, que desde finales del siglo XI se fueron fundando al oeste de este primer asentamiento pamplonés.

## Topónimo
Siendo una cuestión aún susceptible de debate, hay elementos que parecen tener mayor acuerdo y sustento. Sin mayores certezas documentales que lo puedan corroborar, incluso en el euskera actual, naba es un vocablo cuyo significado de cuenca, hoya, añadido al de (h)erri,-a correspondiente a pueblo, población, nos llena de un sentido verosímil a lo que representa esta estructura urbana y a la forma, más que probable, con la que la gente de la montaña podría referirse a este núcleo de población, nabaerria, haciendo el mayor uso de latinoparlantes, y de demás lenguas romance presentes, lo necesario para que su restante evolución fonética desembocara en el actual Navarrería. En esta línea de argumentación se situaba Arturo Campión, que pensaba que el término sería vasco.
Con todo, aunque pueda ser el más conocido, el de Pamplona no es el único caso, dentro de la actual Navarra, con tal denominación, habiendo constancia en otros lugares, como Estella y Puente la Reina, donde también coexistieron núcleos urbanos propios de francos.

## Historia

### Antigüedad
Las excavaciones arqueológicas realizadas en el entorno de la catedral muestran el origen romano del núcleo original de Pamplona, posiblemente situado sobre un primer asentamiento autóctono; estos restos permiten situar el cardus máximo en la actual calle Dormitelería, y el decumanus en la calle Curia. Sería este el emplazamiento sobre el que Pompeyo, en el año 75 a. C., crearía Pompaelo al estilo de las urbes urbanas. Además, en diversos momentos han aparecido vestigios y restos, siendo el más destacado el togado de Pompelo.

### Alta Edad Media
La visita de Carlomagno en el año 778 tuvo como finalidad impedir que Pamplona, tan cercana a sus dominios ultrapirenaicos, se convirtiera en una plaza fuerte musulmana, destruyendo sus murallas y dejando, con ello, la ciudad «a merced de los ejércitos que quisieran atacarla.» De sobra es conocida la secuela de esta destrucción como la primera batalla de Roncesvalles.
En tiempos del rey de Pamplona Sancho III el Mayor, ante la creciente despoblación en la que se hallaba la ciudad, le dispensa su protección con el fin de que fuera resurgiendo de nuevo. Los vecinos forman un núcleo urbano en torno a la catedral «que recibió el nombre de Navarrería, "ciudad de los navarros", o simplemente "la ciudad".»
El rey Sancho Ramírez promulga hacia 1092 la constitución que recogía las prerrogativas de la sede episcopal, que incluía "el derecho de propiedad sobre suelo del término de la ciudad, las rentas señoriales y la jurisdicción". Ese territorio debía extenderse fuera del asentamiento existente en ese momento, pues el obispo Pedro de Roda alentó el asentamiento de francos venidos a la ciudad, fuera del territorio ya ocupado; aparece así a finales del siglo XI el Burgo de San Cernin, al oeste de la Navarrería, pasado el barranco que la limitaba, en una zona sensiblemente llana. Algo después, a comienzos del siglo XII, se funda la Población de San Nicolás, al sur del burgo de San Cernin. 
La fundación de los nuevos burgos da inicio a una serie de conflictos entre ellos y la Navarrería que, según la documentación disponible, comienza a sufrir un cierto despoblamiento, lo que dio lugar a que Sancho el Sabio le otorgase, en 1189, un privilegio para su repoblación, incluyendo su extensión entre Santa Cecilia y el Burgo de San Cernin, revocando privilegios anteriores del burgo que prohibían la ampliación de la Navarrería en esos terrenos.
Los intentos de concordia entre la ciudad y los burgos quedan reflejados en distintos documentosː en uno fechado en 1213, y promovido por el rey Sancho el Fuerte y el obispo Espárago de la Barca, se hace referencia a otro burgo, el de San Miguel, que figuró siempre como un apéndice de la Navarrería. También hay información de que, al menos desde el siglo XII, en el interior de la Navarrería se asentaba una judería.

### Baja Edad Media
En 1276, con motivo de la guerra de los burgos, la Navarrería, junto con el burgo de San Miguel e incluida la judería, fueron totalmente arrasados: En esa situación de ruina quedó esa zona de Pamplona por cerca de cincuenta años. En 1319, el rey Felipe el Largo se compromete formalmente con el obispo a repoblar la Navarrería; algo se haría en ese sentido en los siguientes años, especialmente en los solares propiedades del obispo o de los canónigos, pero es en 1324 cuando el rey Carlos el Calvo otorga un privilegio para la repoblación de la ciudad.

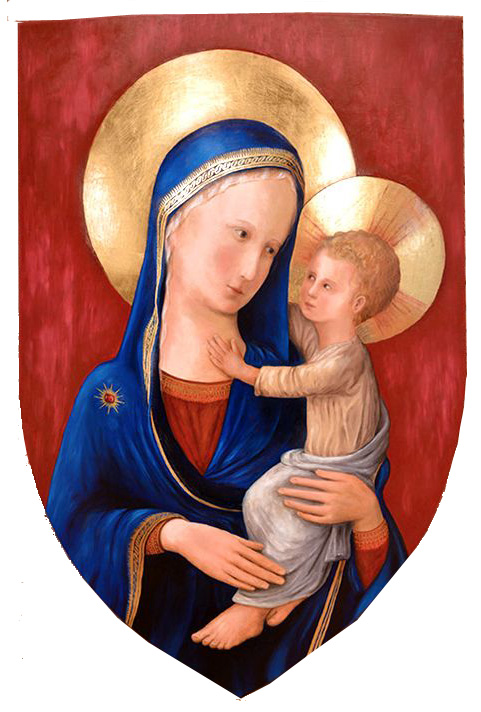
Escudo de la Navarrería con una imagen de Nuestra Señora, titular de la catedral de Pamplona

Se ha discutido si el trazado que muestra la Navarrería desde su reconstrucción en el siglo XIV se corresponde con el que existía antes de ser arrasada en 1276, o es de nueva planta. Juan José Martinena defiende que, al menos en la zona situada al sur de la actual calle Curia, se mantuvo la traza primitiva que, por otra parte, responde al cardus y decamanus del primitivo asentamiento romano; además, el hecho de que antes de la repoblación de 1324 ya se hubiesen reconstruido algunos edificios, habría dificultado un trazado distinto del original. Sin embargo, es posible que sí se produjesen modificaciones en el trazado de la parte situada al norte de la calle Curia, donde por otra parte, debió mantenerse la calle de los Peregrinos (actual calle del Carmen), por donde entraba a la ciudad el Camino de Santiago. La presencia del Palacio de San Pedro y la topografía de esa zona impidieron un trazado reticular como el que presenta el resto de la Navarrería. Por otra parte, es en esa zona donde se supone que se ubicó el burgo de San Miguel, del que no se vuelve a hablar después de la guerra de los burgos; este hecho puede indicar que en este lugar no se conservó el trazado original. Por lo demás, la repoblación continúa expandiéndose hacia el oeste, fuera del recinto amurallado, haciendo uso de la posibilidad que ya en 1189 le había otorgado Sancho el Sabio. 
En la zona sur de la Navarrería, desde la actual calle Javier hasta la de Tejería, se asentaban -ya antes de ser arrasada y también después de la repoblación- la judería, que además se extendía hacia el este, en la zona que actualmente ocupa la plaza de Santa María la Real. A lo largo del siglo XIV se instalaron en ese barrio los Agustinos (1355) y un convento del Carmen Calzado (1375), en las calles que posteriormente recibirían, respectivamente, el nombre de San Agustín y del Carmen. Al este del barrio, al norte y al sur de la catedral se situaban distintos edificios eclesiásticos, incluyendo las viviendas de los canónigos, y algunos hospitales. No obstante, fuera de esa zona, y distribuidos por el resto del barrio había varias iglesias (santa Cecilia, san Tirso,</ref> san Martin, san Pedro) y hospitales (san Miguel, santa Catalina, y Corpore Christi) y el palacio episcopal y real de San Pedro. Esta abundancia de edificios eclesiásticos puede explicar que, a pesar de su mayor extensión, la población de la Navarrería fuese inferior a la de los otros dos burgos. En efecto, en el Libro de fuegos de 1366, se contabilizan en la Navarrería solo 166 fuegos, frente a los 452 en el burgo de San Cernin y 350 en la Población de San Nicolás.
El privilegio de Carlos II, que permitió en 1324 reconstruir la Navarrería, autorizaba amurallar la nueva población; no obstante, es en 1365 cuando el rey decide impulsar esa construcción aportando el importe del peaje que establece ese mismo año. En las murallas finales se abrían los siguientes portales: el Portal del Abrevador (actual Portal del Francia), y siguiendo en el sentido inverso al de las agujas de reloj: Portal del Chapitel (daba entrada a la actual calle Mercaderes), Portal de la Tejería (al final de Estafeta), Portal de la Fuente Vieja (al final de la calle de la Merced), Portal del Río (en la zona de la actual Plaza de Santa María la Real) y el Pórtico de los Canónigos algo más al norte en el frente oriental de la muralla).

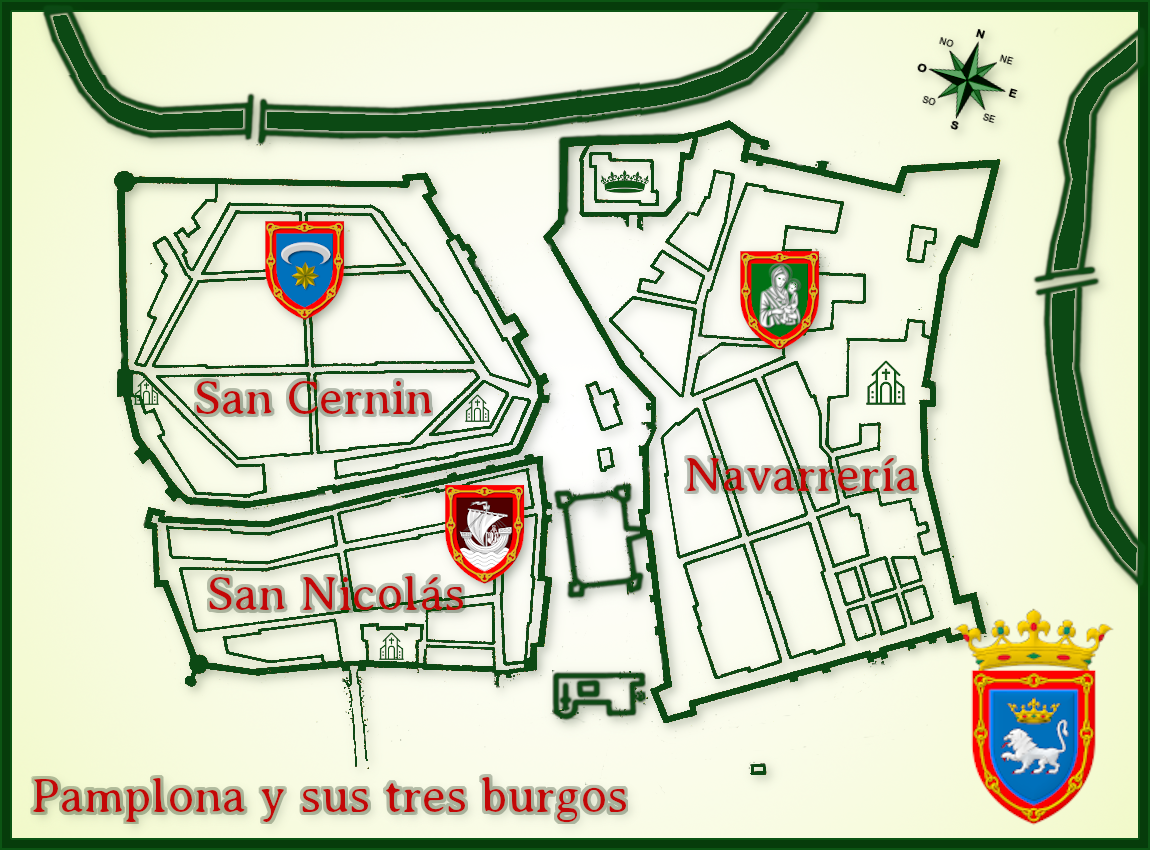
Los tres burgos unidos por el Privilegio de la Unión

El Privilegio de la Unión, que unificó los tres burgos en una única ciudad, con un gobierno único, no supuso especiales modificaciones para la Navarreria, pues -tal como preveía el mismo privilegio- las murallas interiores de cada uno de los burgos se debían mantener, y de hecho aún en el siglo XVII se mantenían en el interior de la ciudad tramos de las antiguas murallas. Junto al límite oeste de la Navarrería Luis Hutin había hecho construir en 1308 un castillo, que se conoció como de la Navarerría -aunque los reyes siempre lo consideraron como propio-, situado en la esquina noreste de la actual plaza del Castillo. Cuando se repobló la Navarrería, no se permitió adosar a él casas de la calle contigua —la actual Estafeta, denominada en sus inicios "carpintería zaga el castillo"—; y solo en 1496 se autorizó que las casas se adosasen al castillo. Ese castillo perduró al menos hasta 1539, aunque en 1513 habían comenzado las obras de un nuevo castillo en el lugar que posteriormente ocupó el Palacio de la Diputación y actualmente del Gobierno de Navarra. En 1499, la expulsión de los judíos ordenada por los reyes Juan I y Catalina de Albrit, tampoco supuso una modificación sustancial del barrio de la Judería, que desde entonces pasó a denominarse Barrio Nuevo.

### Edad Contemporánea
Ya en el siglo XX se abrieron algunas plazas en el barrio: la de Santa María la Real en el extremo sudeste del barrio, junto a las murallas, a raíz del derribo en 1945 del antiguo convento de la Merced; y la plaza de la Compañía, al final de la calle del mismo nombre, junto a la calle Javier, resultado del derribo en 1994 de las escuelas públicas de Martín de Azpilicueta, construidas en 1953 en la denominada huerta del duque de Alba.

## Urbanismo
Situada la Navarrería en el extremo noreste de la terraza sobre la que se asienta Pamplona, el barrio queda rodeado al norte y al este por las murallas levantadas en Pamplona a lo largo del siglo XVI, que dejan entre ellas y el caserío del barrio, el paseo del Redín, al norte y la ronda del obispo Barbazán, al este; al sur, las murallas dejaban en su interior la cuesta del Vergel, que desciende hasta la ribera del río Arga; la prolongación de esa cuesta —la calle de Juan de Labrit— proporciona el límite sur del barrio. No obstante, el terreno sobre el que se sitúa el barrio ofrece una articulada topografía que le dota de un especial carácter. La calle Curia, continuada por Mercaderes, la divide en dos zonas con una trama urbana bien distinta, aunque en las dos tenga protagonismo su topografía. La zona situada al sur de estas calles dispone sus calles formando una retícula; de este a oeste se sitúan las calles Estafeta, Calderería (continuada por San Agustín), Compañía (prolongada en la Merced) y Dormitalería; y de norte a sur, Mercaderes-Curia, Javier y Tejería. Esta retícula se asienta sobre una superficie alabeada, con la calle Calderería-san Agustín en la cota inferior y sin especial pendiente, mientras que Estafeta sube desde el norte al sur y Dormitalería desciende desde el norte hacia el sur. En el límite septentrional, tras el descenso de Mercaderes hasta el encuentro con Calderería, asciende la calle Curia hacia la Catedral; la calle Tejería baja con suave pendiente de Estafeta a la Merced. 
La zona situada al norte de Curia se encuentra sobre una colina, con la calle del Carmen subiendo desde Curia hasta su final norte junto a la muralla recorrida por el Paseo del Redin; de la calle del Carmen se abren dos bocacalles hacia el oeste: Aldapa (cuesta en vasco) y Dos de Mayo, y un única hacia el este: Navarrería, que termina junto a la catedral. En el encuentro de Carmen con Navarrería se produce un ensanchamiento delimitado al sureste por una superficie convexa formada por las fachadas de las casas que parecen testimoniar una antigua cerca, quizá la que separaba antes de la destrucción de 1276 la Navarrería del burgo de San Miguel. Esta zona se completa con la plazuela de San José, en el antiguo Barrio de la Canongía, al norte de la catedral, conectada por la calle del Redín, con el baluarte y paseo del mismo nombre; y al oeste de la calle del Carmen con las calles que acompañan al antiguo Palacio Real, actual Archivo Real y General de Navarra: calles Barquileros y Cuesta del Palacio.

## Patrimonio arquitectónico
- La catedral de Santa María

La Catedral Metropolitana de Santa María de la Asunción es un conjunto arquitectónico eclesiástico único, por tratarse del complejo catedralicio más completo que se conserva en España. Presenta las edificaciones habituales en otras catedrales, como iglesia, claustro y sacristías, pero además conserva la cillería, refectorio, sala capitular y dormitorio, que son más propias de la vida común a la que estaba sujeto su cabildo y que a lo largo de los siglos se han ido derribando en otras catedrales españolas. Las estancias que lo configuran fueron construidas en distintas épocas y estilos, conservándose hoy en día algunas de las dependencias románicas, pero predominando sobre todo las edificadas en estilo gótico (entre ellas la iglesia y el claustro) de los siglos XIV al XVI. La fachada oeste, de estilo neoclásico, se levantó a finales del siglo XVIII, según proyecto de Ventura Rodríguez. Destacan en este conjunto de edificios el claustro, que está considerado una maravilla del arte gótico europeo y desde luego el mejor claustro del siglo XIV, y la cocina, que es uno de los tres únicos ejemplos supervivientes de cocina gótica de toda Europa.
- Palacio de los Reyes de Navarra

Este edificio se inició como palacio de los Reyes en el siglo XII, aunque cedido al obispo de Pamplona como palacio espiscopal. Hasta 1427 se extienden los intentos de los reyes por recuperar el palacio, de modo que en determinadas épocas el rey y el obispo comparten las edificaciones. Tras la Conquista de Navarra en el siglo XVI, pasó a ser la residencia de los Virreyes. Posteriormente, durante treinta años, la Capitanía General y luego el Gobierno Militar hasta 1971. Tras un largo abandono, fue reformado en el año 2003 por Rafael Moneo para convertirlo en el Archivo Real y General de Navarra. De la edificación original se conserva una edificación en "L", con una galería gótica (siglos XV-XVI) que enmarca por dos lados un patio al que se accede desde la plaza en que se halla el palacio. La portada de acceso dispone de un arco rebajado, y sobre el dintel que lo cubre está el escudo imperial de Carlos I (1598). Se conserva así mismo una nave protogótica en el sótano. Las obras para adaptar el edificio a sus funciones de archivo histórico, concluyeron en 2002; el proyecto llevado a cabo elimina todos los añadidos realizados en el siglo XIX y completa la edificación con una amplia torre, donde se aloja la documentación histórica.
- Palacio Episcopal

El palacio construido entre 1732 y 1736 forma un gran bloque rectangular, con cuatro plantas y las dependencias organizadas alrededor de un patio porticado. Su fachada principal da a la plaza de Santa María la Real. El edificio es de tipo señorial de la ribera del Ebro, con un zócalo de sillar de la planta baja y entreplanta, seguido de ladrillo visto, con un coronamiento de galería de arcos, levantada sobre un primer alero. La planta noble posee balcones volados. La Portada tiene gran protagonismo y marca el centro. Fue diseñada por Miguel Goyeneta con el aire de un pequeño retablo ejecutado en piedra, con las columnas, los aletones de follaje y el ático a modo de hornacina con la imagen de San Fermín. La composición se repite en el frente lateral. En 1973 se realizó una remodelación de su interior manteniendo la escalera original.

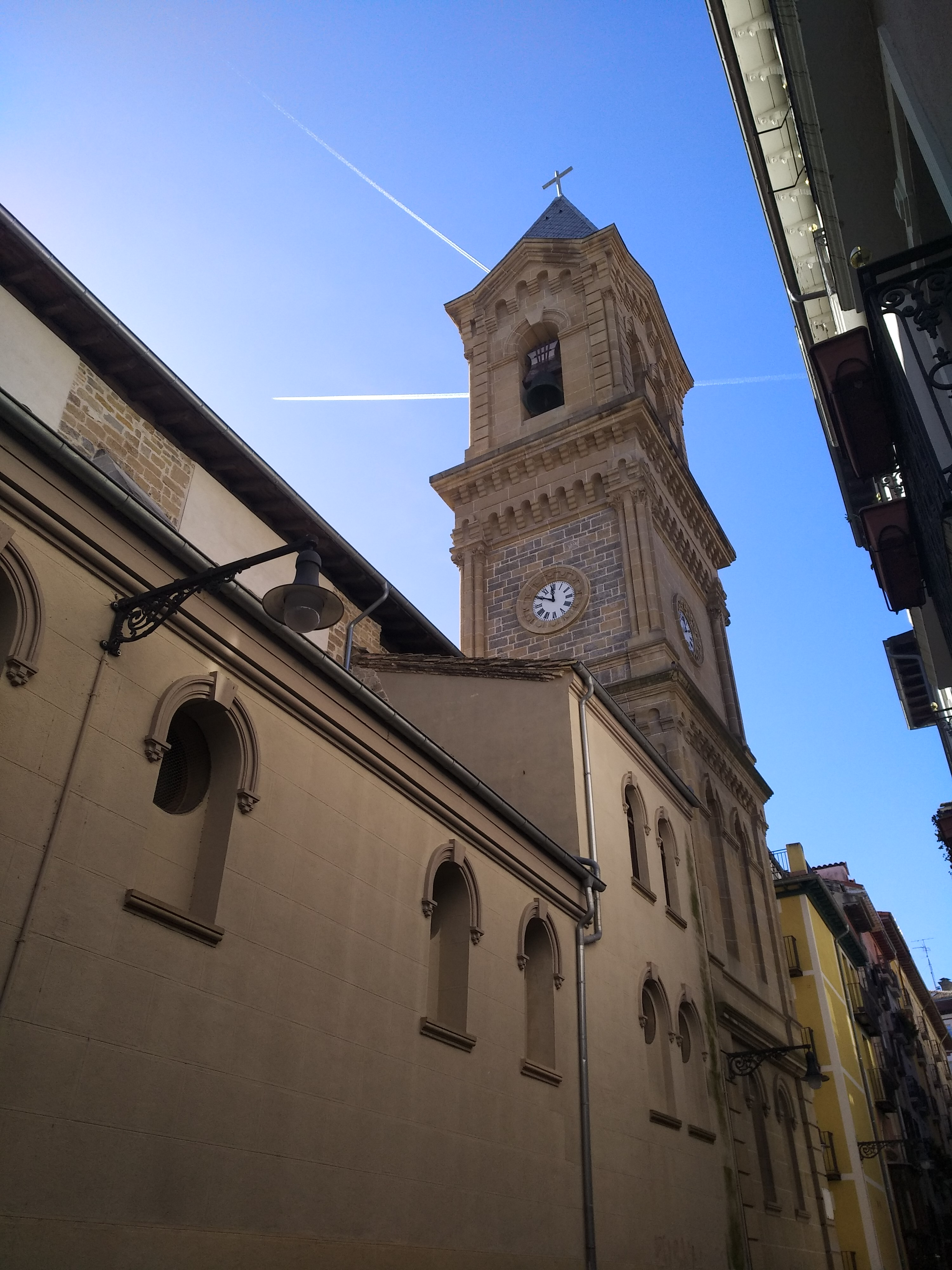
Iglesia de San Agustín
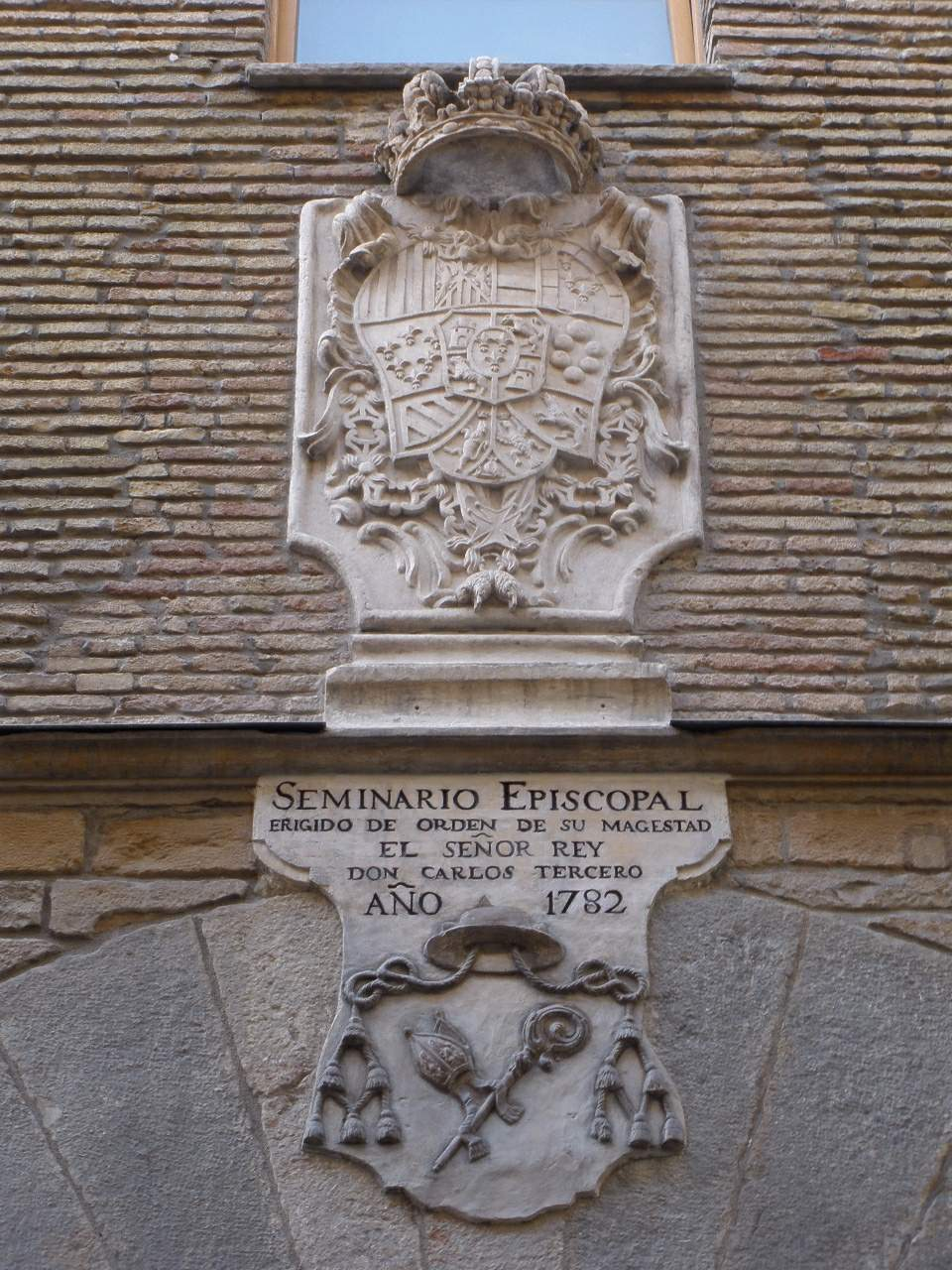
Escudo sobre la portada de la antigua iglesia de la Compañía
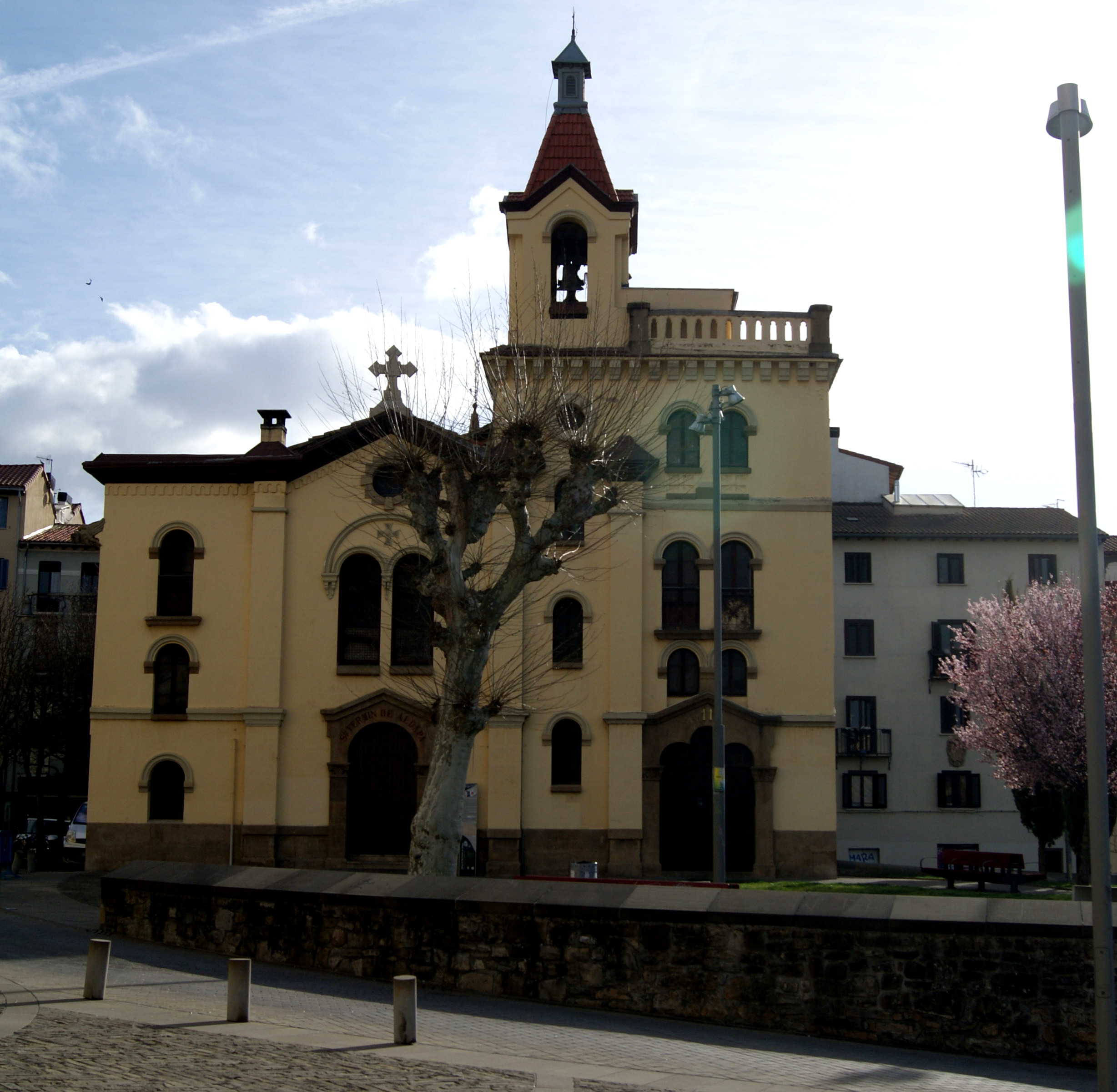
Basílica de San Fermín de Aldapa
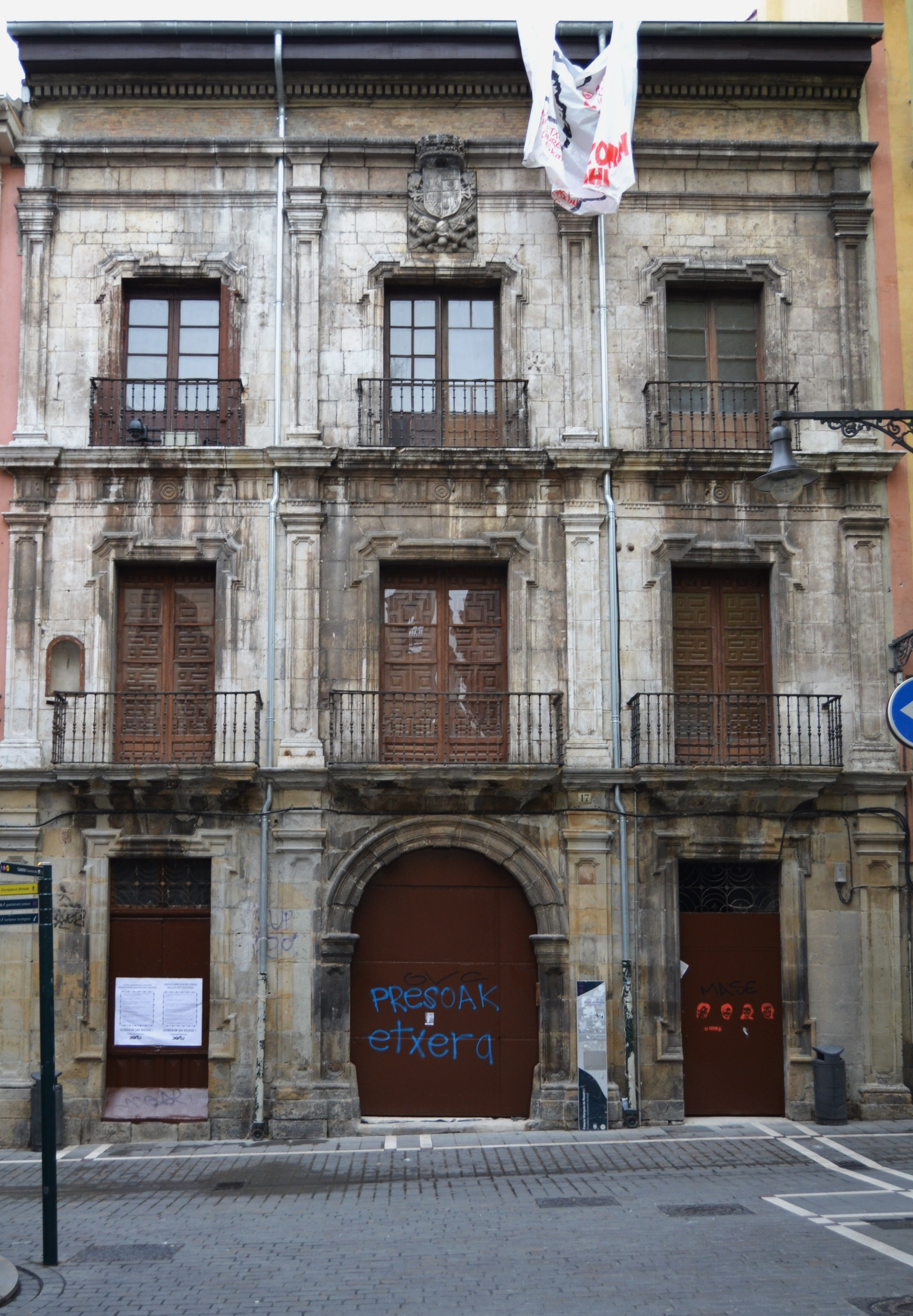
Palacio del Marqués de Rozalejo
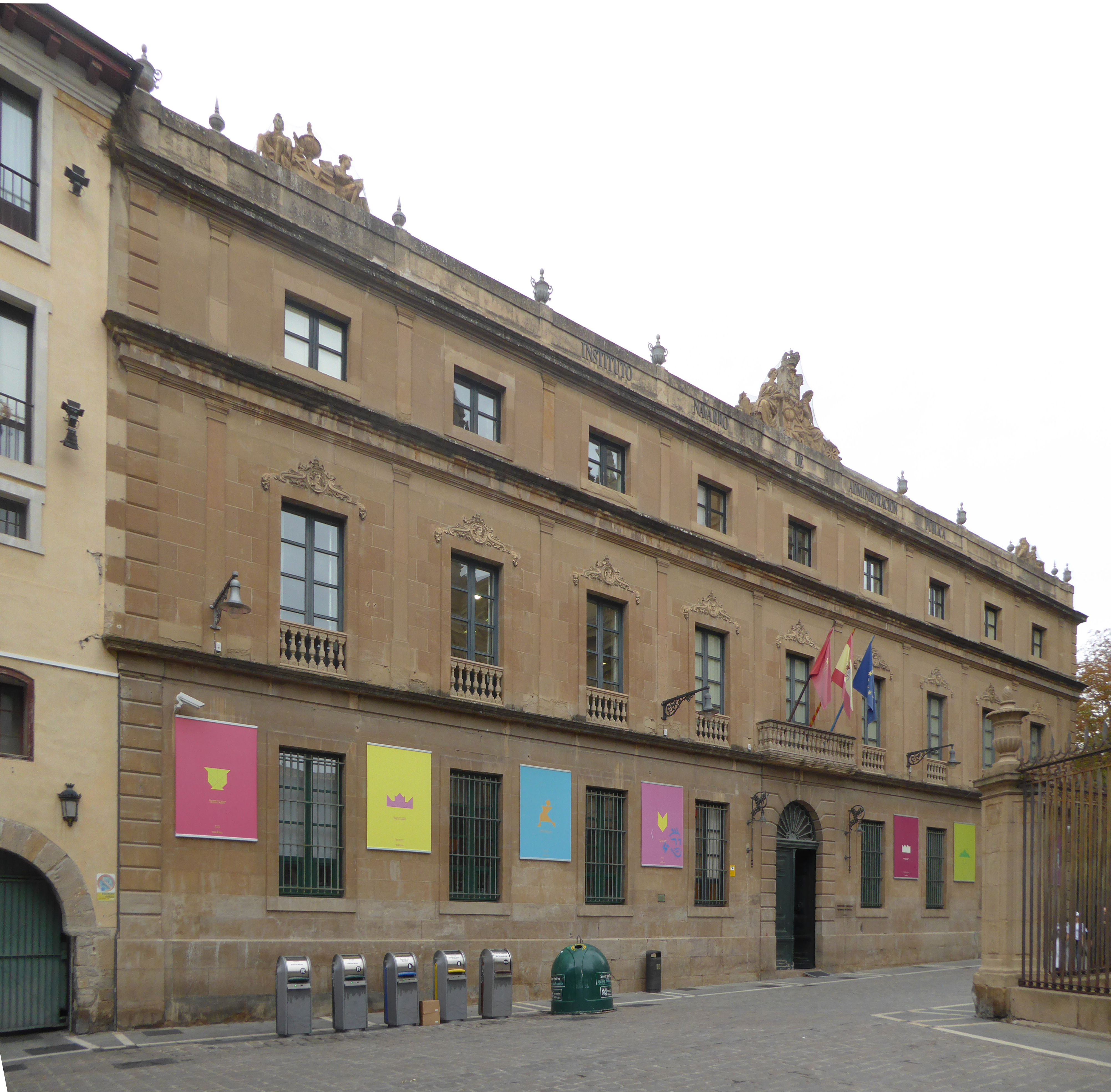
Instituto Navarro de Administración Pública}

- Iglesia de San Agustín

En el lugar en el que ya existía una iglesia en el siglo XIV, se levantó a mediados del siglo XVI un templo de una sola nave con seis tramos cubiertos en el siglo XVIII por dobles terceletes y separados por arcos fajones apuntados. La nave termina en una cabecera pentagonal, cubierta por una bóveda de crucería apoyada en trompas: a los primeros tramos de la nave se abren unas capillas cuadradas separadas de la nave por arcos de medio punto. Desde el tramo más cercano al presbiterio se pasa a la sala capitular, barroca, con cuatro tramos, cubierta por bóvedas de lunetos. Se conservan también restos del claustro (una construcción barroca en ladrillo del siglo XVII) que se sitúa al sur de la nave en la esquina que forma esta con la sala capitular. En esta iglesia, que formaba parte del convento de los Agustinos, pero fue muy utilizada por los vecinos del barrio, se establecieron algunos gremios. En esa iglesia Garcilaso de la Vega fue armado caballero de la Orden de Santiago en 1523. Finalmente fue erigida una parroquia en 1882, y poco después, en 1897, Florencio Ansoleaga reformó la iglesia proyectando una alta torre neogótica. El conjunto fue restaurado en 1946 por Víctor Eusa.
- Antiguo Colegio de los Jesuitas. Esta construcción, reformada y adaptada en varias ocasiones, queda ahora formada por varios edificios independientes que se disponen formando una U. Uno de ellos en "L" en la esquina de la calle Compañía con la plaza del mismo nombre; el otro en "I", perpendicular a la calle Compañía. En la edificación primitiva se erigió una casa de la Compañía de Jesús en 1580; en 1797, mediante un convenio con el ayuntamiento, se estableció el Colegio de la Anunciata; tras la expulsión de los jesuitas por Carlos III, en esta edificación seinstaló por orden del mismo el seminario episcopal. Cuando el conjunto edificatorio dejó de utilizarse como seminario, la edificación en forma de "L" sirvió en el siglo XIX como cuartel de infantería. Posteriormente fue ocupado por unas escuelas públicas y, finalmente, en 1984 por la Escuela Oficial de Idiomas.[45] En la edificación en "I", la iglesia unida a la casa de la Compañía formó parte del seminario episcopal. Tras el proceso de desamortización de Mendizábal se cerró al culto, siendo utilizado como almacén. En 1927 el templo se confió a los jesuitas, como iglesia dedicada a Jesús y María. Cedida por el ayuntamiento al obispado, en 1951 se convirtió en la parroquia de San Juan Bautista,[46] que, desde la construcción de la catedral gótica, había perdido el templo original y estuvo funcionando en la capilla homónima de la catedral.[47] Cuando dejó de servir como parroquia, ya avanzado el siglo XX, se acondicionó como albergue de peregrinos.
La fachada a la plaza de la Compañía compone ordenadamente huecos cuadrados en 4 plantas, mientras que la última planta queda resuelta por una serie continua de arquillos de medio punto. En la parte más cercana a la esquina, que estuvo cubierta por la medianera de una edificación, se ha dispuesto una portada de trazas neoclásicas, con arco de medio punto, encuadrado con columnas. La edificación de la antigua iglesia mantiene la portada que fue del seminario episcopal, y sobre ella el escudo de Carlos III y una lápida explicando la fundación del seminario.[48]

- Basílica de San Martín.

Conocida con ese nombre, se corresponde al Hospicio de San Salvador y San Martín, de la cofradía del Santísimo Sacramento. Se trata de una pequeña construcción de la época barroca, con una nave de tres tramos con bóvedas de lunetos y cabecera poligonal con bóveda de paños. En la fachada presenta una portada en dos cuerpos según proyecto de Pedro de Aizpún. En el primer nivel se abre un arco rebajado, el segundo queda ordenado a modo de retablo; en la hornacina central, con dos pilastras jónicas a cada lado, se sitúa una imagen de San Martín y un remate con un ostensorio central flanqueado por jarrones.
- Basílica de San Fermín de Aldapa.

La planta de la iglesia dispone de tres naves de cuatro tramos, crucero alineado con las naves laterales y cabecera plana. Tanto la nave central como el crucero y la cabecera se cubren con bóveda de cañón con luneto, mientras que el transepto se resuelve con una cúpula con un tambor sobre pechinas y las naves laterales con cielo raso. La fachada se construyó en 1883, con diseño historicista y sobrio de Julián de Arteaga, con la torre del campanario a la derecha.
- Palacio del Marqués de Rozalejo.

Construido en el siglo XVIII en la esquina de la calle Aldapa con la del Carmen, donde se organiza la fachada principal toda en sillería con tres huecos en cada una de las tres plantas, enmarcadas por pilastras y friso corrido, interrumpido el situado bajo la cornisa al introducir en el siglo XIX el escudo del marquesado. En el centro de la planta baja se abre el arco de entrada que da paso al zaguán con tres tramos cubiertos por bóvedas de lunetos que continúa en una amplia escalera imperial.
- Instituto Navarro de Administración Pública.

Construido en 1857 según diseño renacentista de Maximiano Hijón y destinado a instituto público de enseñanza secundaria. Desde entonces ha tenido distintos usos (Escuela de Magisterio, Escuela de Comercio, e Instituto Navarro de Administración Pública) y actualmente oficinas del Departamento de Educación del Gobierno Foral. El edificio ocupa un amplio rectángulo, organizando la edificación con fachadas de sillar a la calle Navarrería y a la plazuela de San José (está construida en 1940, cuando se ordenó la plazuela, pero respetando la composición de la fachada principal). El edificio se organiza en torno a dos patios con tres plantas separadas por un friso moldurado; los huecos se componen ortogonalmente, en la planta baja ventanas verticales de buen tamaño, similares a los balcones de la planta primera, mientras que en la última los huecos son de menos altura. Sobre la cornisa se sitúa el escudo de Navarra y varias figuras alegóricas a la educación y la ciencia, función original del edificio. El zaguán da paso a un vestíbulo desde el que se accede, mediante una escalera imperial, a las galerías, apoyadas en columnas de hierro fundido, del patio principal.
En las calles y plazas de la Navarrería se hallan varios elementos urbanos de interés:

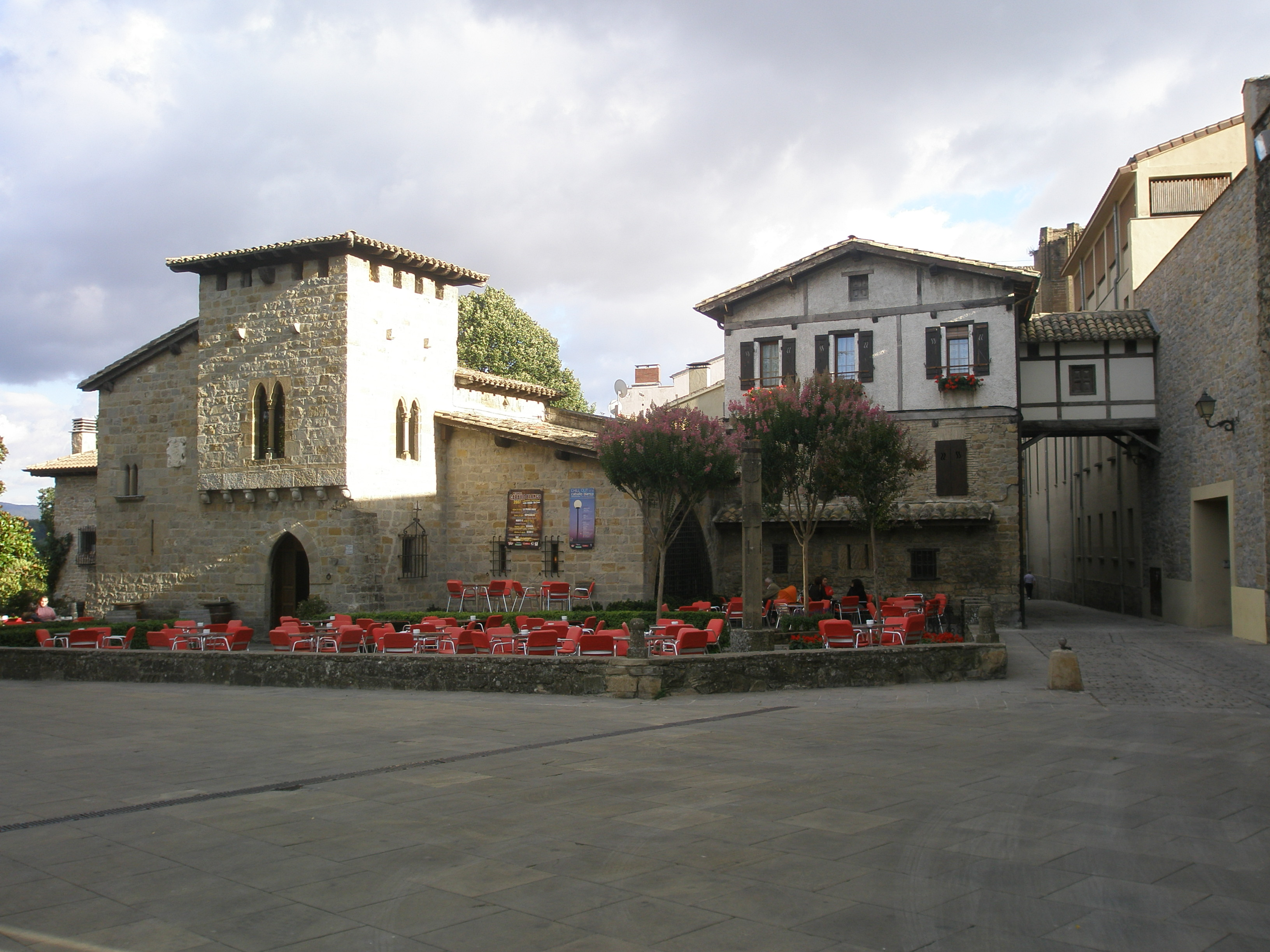
Antigua cruz del Mentidero, en el Rincón del Caballo Blanco, en el baluarte de El Redín.
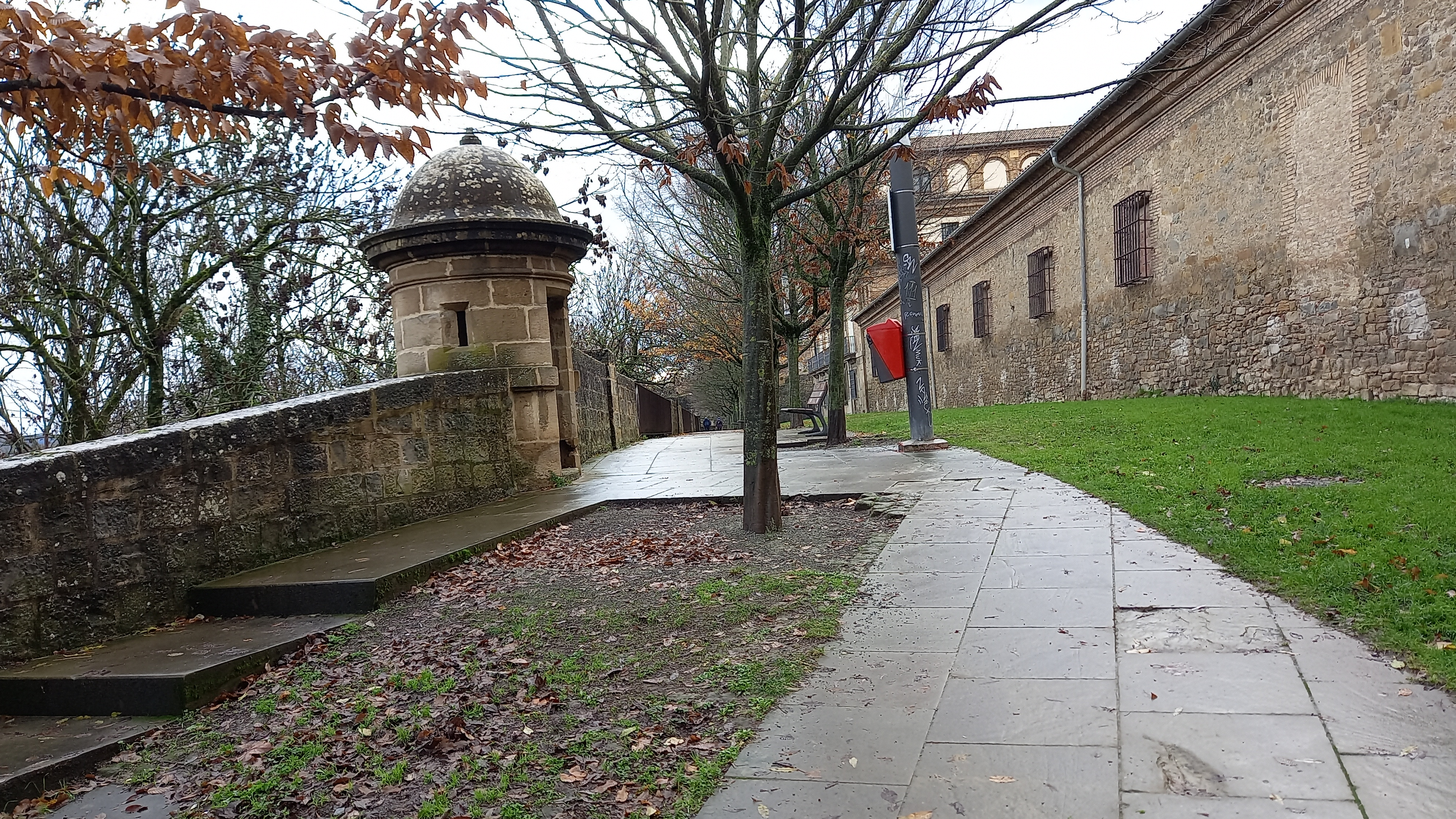
Ubicación del punto más alto de la Navarrería, en la Ronda Barbazana, en la ripa sobre el río Arga.
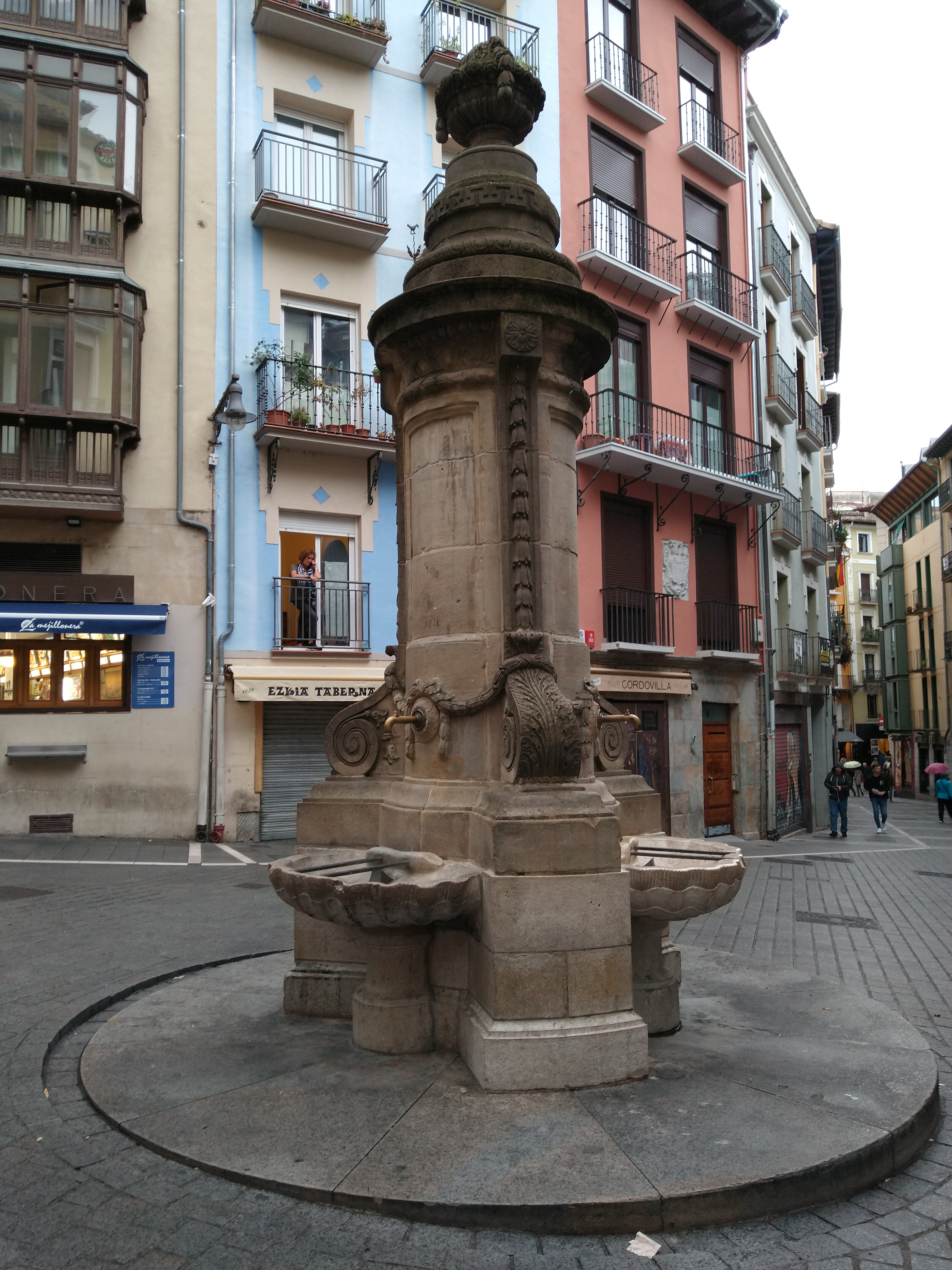
Fuente de Santa Cecilia o de la Navarrería anteriormente situada en el cruce de la calle Navarrería con Curia, Calderería, Mañueta (Plaza de Santa Cecilia).
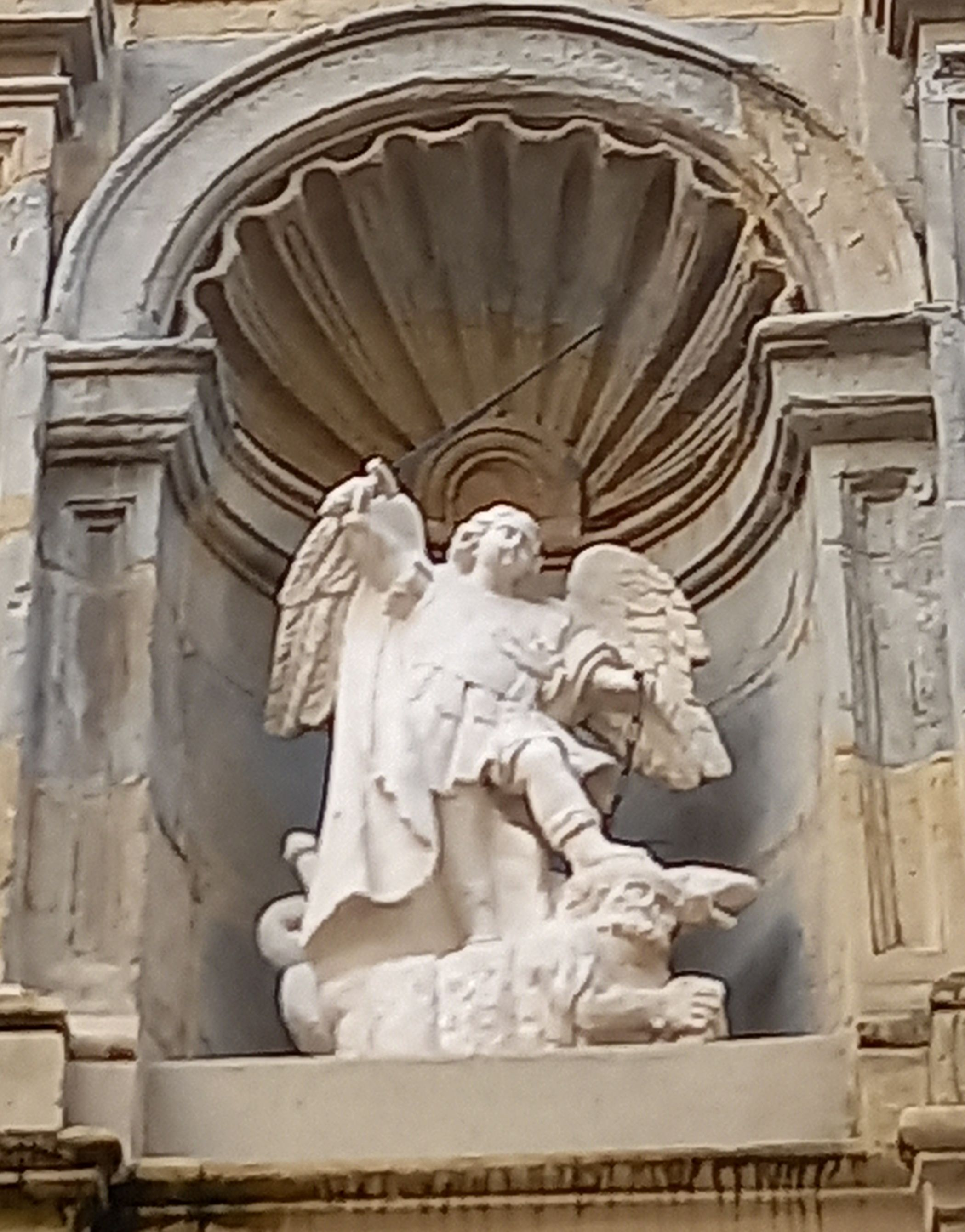
Imagen de San Miguel en la Casa de la Providencia (calle Dormitalería).
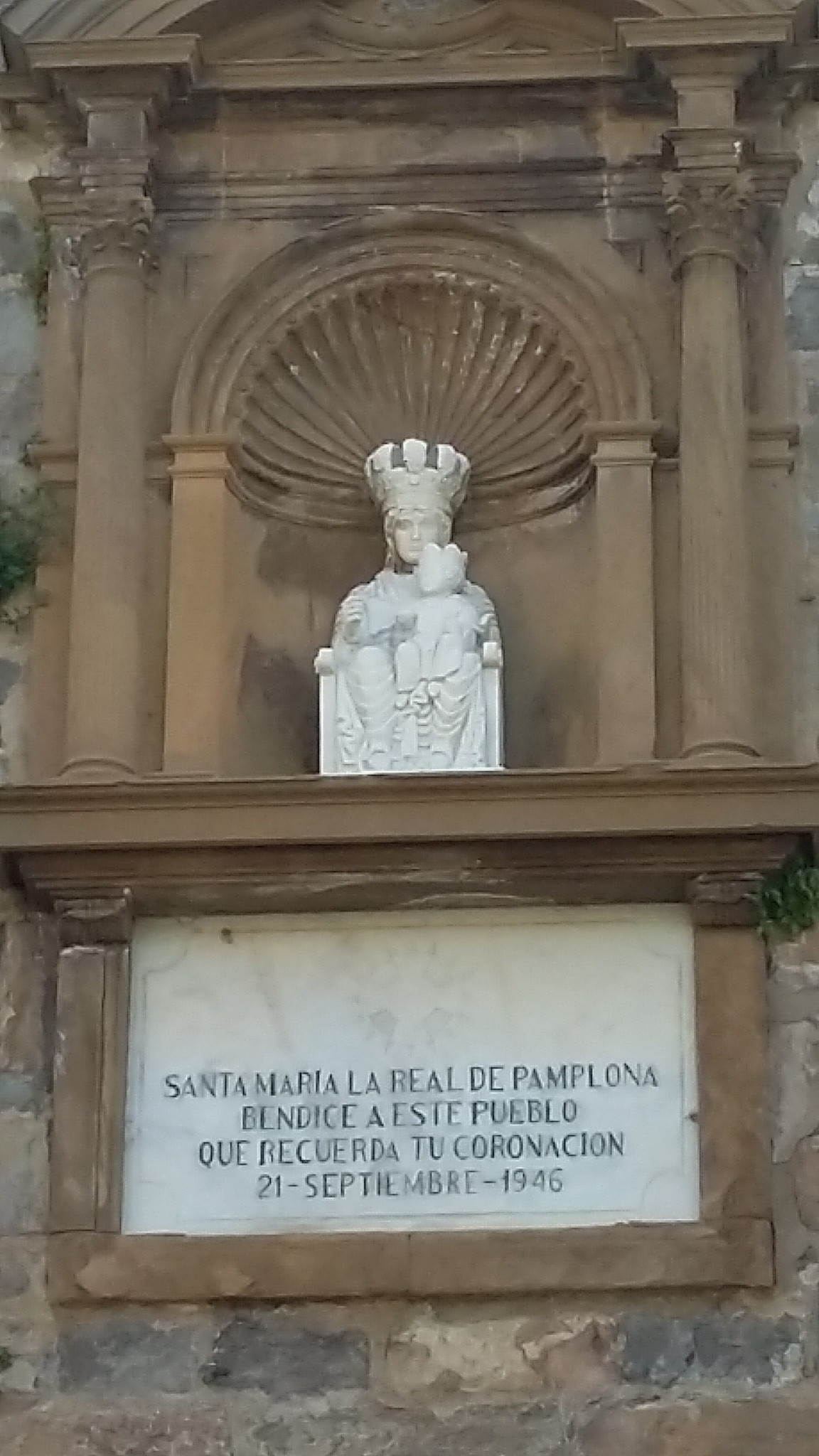
Santa María la Real junto a la muralla de la ciudad

- Fuente de la Navarrería o de Santa Cecilia, diseñada por el pintor Luis Paret, estuvo situada en el encuentro de las calles del Carmen, Curia y Calderería, junto a la antigua basílica de Santa Cecilia; de ahí que se conozca también con ese nombre. En 1913 fue trasladada al lugar que ahora ocupa, en el ensanchamiento de la calle Navarrería junto a la del Carmen.[54]
- Antigua cruz del Mentidero, situada a partir de 1961 en el Rincón del Caballo Blanco (al final de la calle del Redín). Se corresponde con la cruz que estuvo situada en el Mentidero en la salida de la Navarrería al Chapitel, junto al rollo que se instaló allí en 1275. La primitiva cruz fue sustituida por la actual hacia 1500, trasladada al cementerio en 1842 y finalmente al lugar que ahora ocupa. El Calvario que coronaba la cruz, para garantizar su conservación, se encuentra depositado en el Ayuntamiento.[56]
- Imagen de San Miguel en una hornacina venerada sobre una portada de piedra con arco de medio punto entre pilastras cajeadas. La portada corresponde actualmente a la Casa de la Providencia en la calle Dormitaleria y al antiguo seminario conciliar de San Miguel, fundado en 1772,[57] situado posiblemente en uno de los lugares que ocupó el antiguo Hospital de San Miguel.[58]
- Imagen de Santa María la Real, en la plaza de ese nombre, en una hornacina en la parte interior de la muralla, recuerda —tal como recoge la lápida situada debajo de la imagen— la coronación canónica de la titular el 21 de septiembre de 1946.